# Nemaschema lineatum
Nemaschema lineatum är en skalbaggsart som beskrevs av Fauvel 1906. Nemaschema lineatum ingår i släktet Nemaschema och familjen långhorningar. Inga underarter finns listade i Catalogue of Life.